# 眼鏡橋 (諫早市)

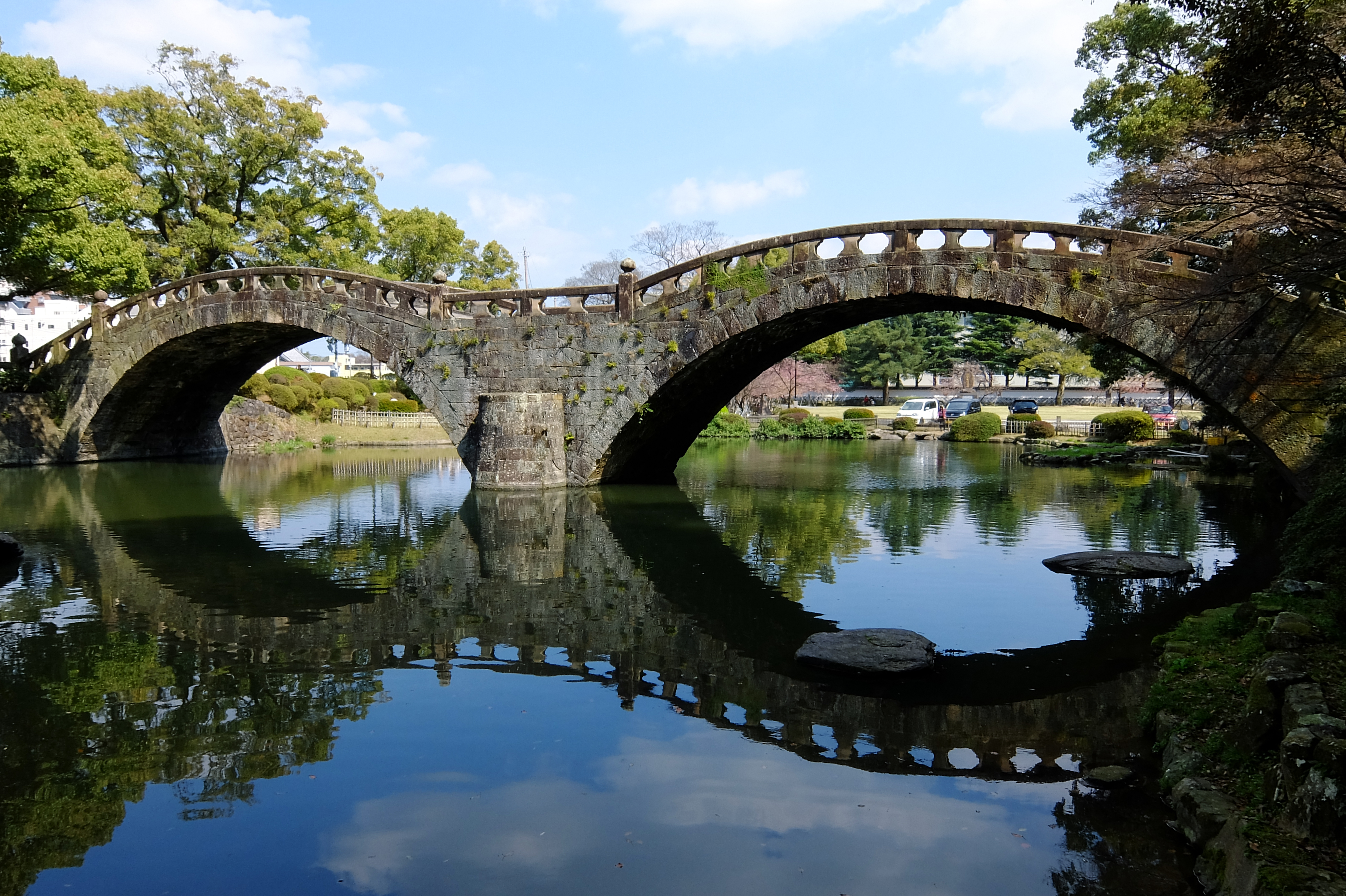
諫早の眼鏡橋

眼鏡橋（めがねばし）とは長崎県諫早市高城町の諫早公園内の池に架かる石造二連アーチ橋である。石橋としては日本で初めて国の重要文化財に指定された。

## 概要
橋の長さは49.25 m（長崎の眼鏡橋の約2倍）、高さ7 m、幅5.5 m、架橋に用いられた石の数は約2800個で、大型の橋であったため切り石の組み方に苦心が払われた。
総工費は約3500貫文。
1839年（天保10年）、佐賀藩重臣の諫早家により現在地から約500メートル離れた本明川に架けられた。 
世話人たちは「水害でも流されない頑丈な橋」を目指し、長崎の眼鏡橋を参考に架けたといわれている。芥川賞を受賞した作家野呂邦暢は『諫早菖蒲日記』で洪水に弱い諫早のことを書いているが、眼鏡橋は世話人たちの願い通りの出来で、以後一度も流されることはなかった。
1957年（昭和32年）に起きた諫早大水害では、死者・行方不明者580人以上の犠牲者が出た。眼鏡橋は欄干の一部が損傷しただけだったが、眼鏡橋がせき止めた流木やがれきが、水の流れを変え、被害を拡大したとの指摘がなされた。水害後の復興策では川幅拡張工事に合わせ爆破解体する案も浮上したが、当時の野村儀平市長らが街のシンボルかつ文化財として保存することを強調、さまざまな働きかけで1958年（昭和33年）、日本の石橋として初めて国の重要文化財に指定された。このため、1959年（昭和34年）から1960年にかけて諫早公園への移設工事が行われ、今日も美しい姿を水面に写している。移設工事時に石工たちが参考資料として作った1/5モデルが埼玉県所沢市のユネスコ村に移された。この「ミニ眼鏡橋」は目の前の高城公園に移設された。

## 交通
- JR九州・島原鉄道諫早駅より県営バス・島鉄バスで約5分、諫早公園（県営バス）・諫早公園前（島鉄バス）バス停下車。
- 諫早駅より徒歩約15分。
- 島原鉄道本諫早駅より徒歩10分

## ギャラリー

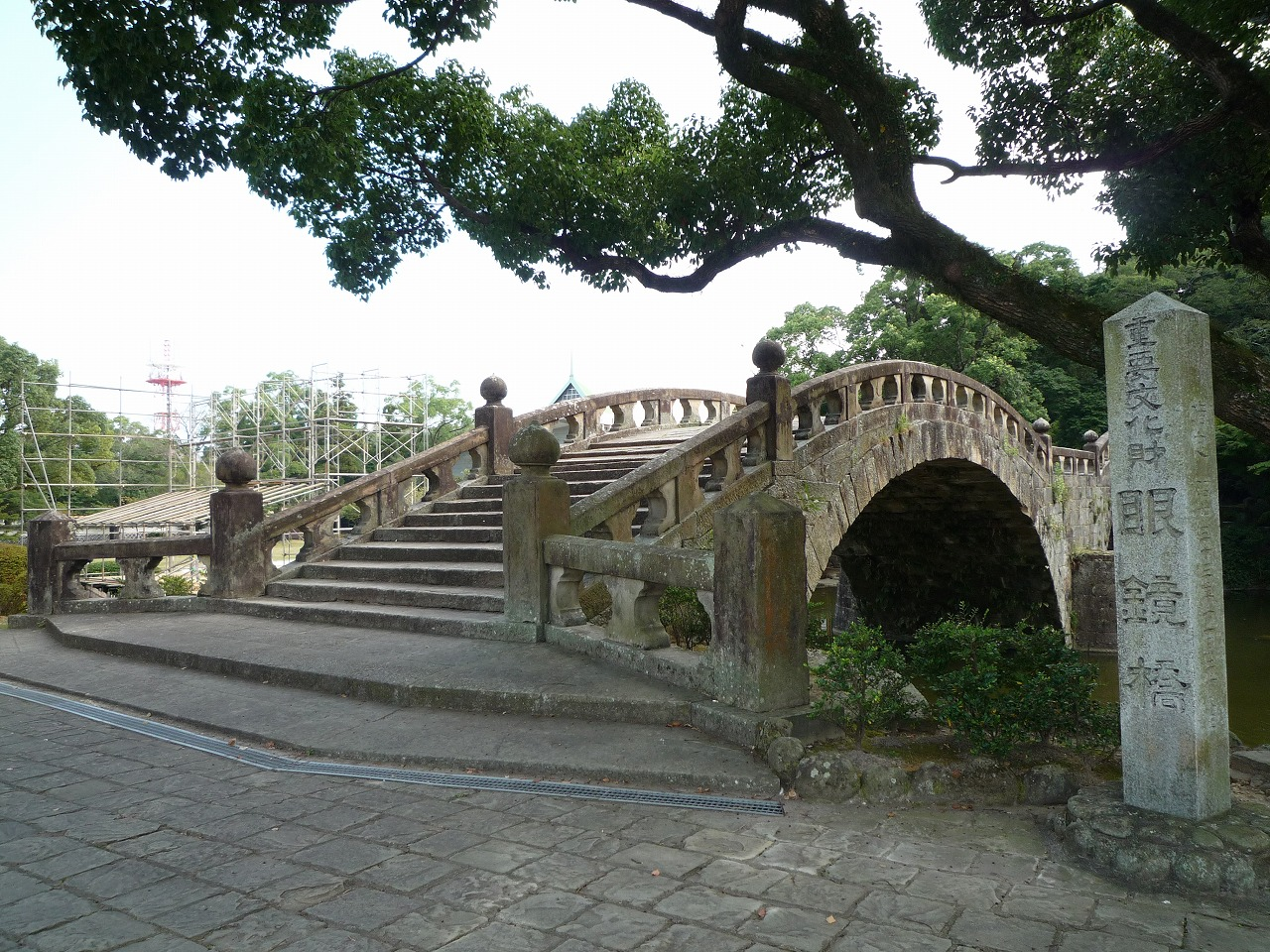
眼鏡橋の碑銘（2009年9月）
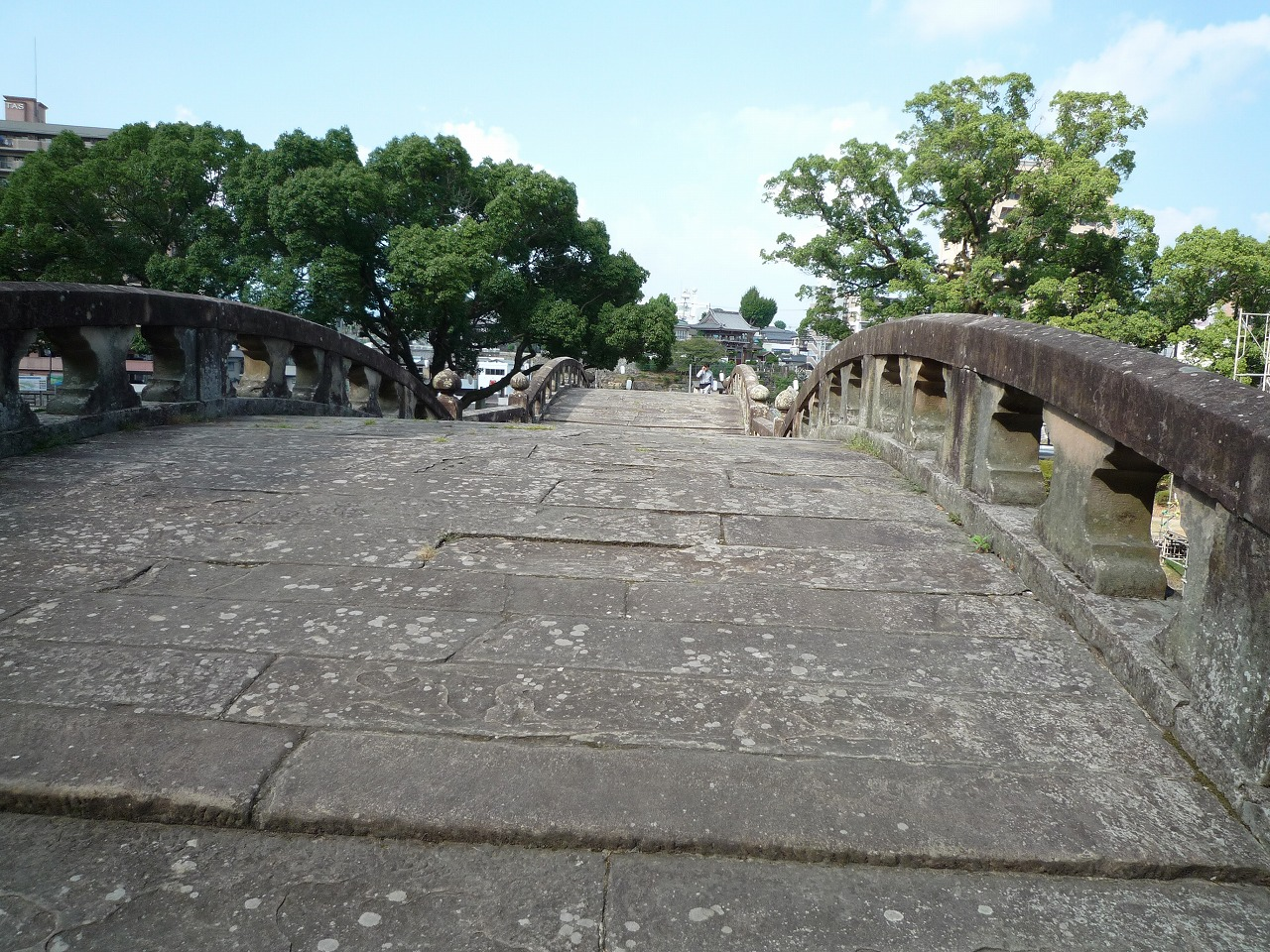
橋の上からの眺め（2009年9月）
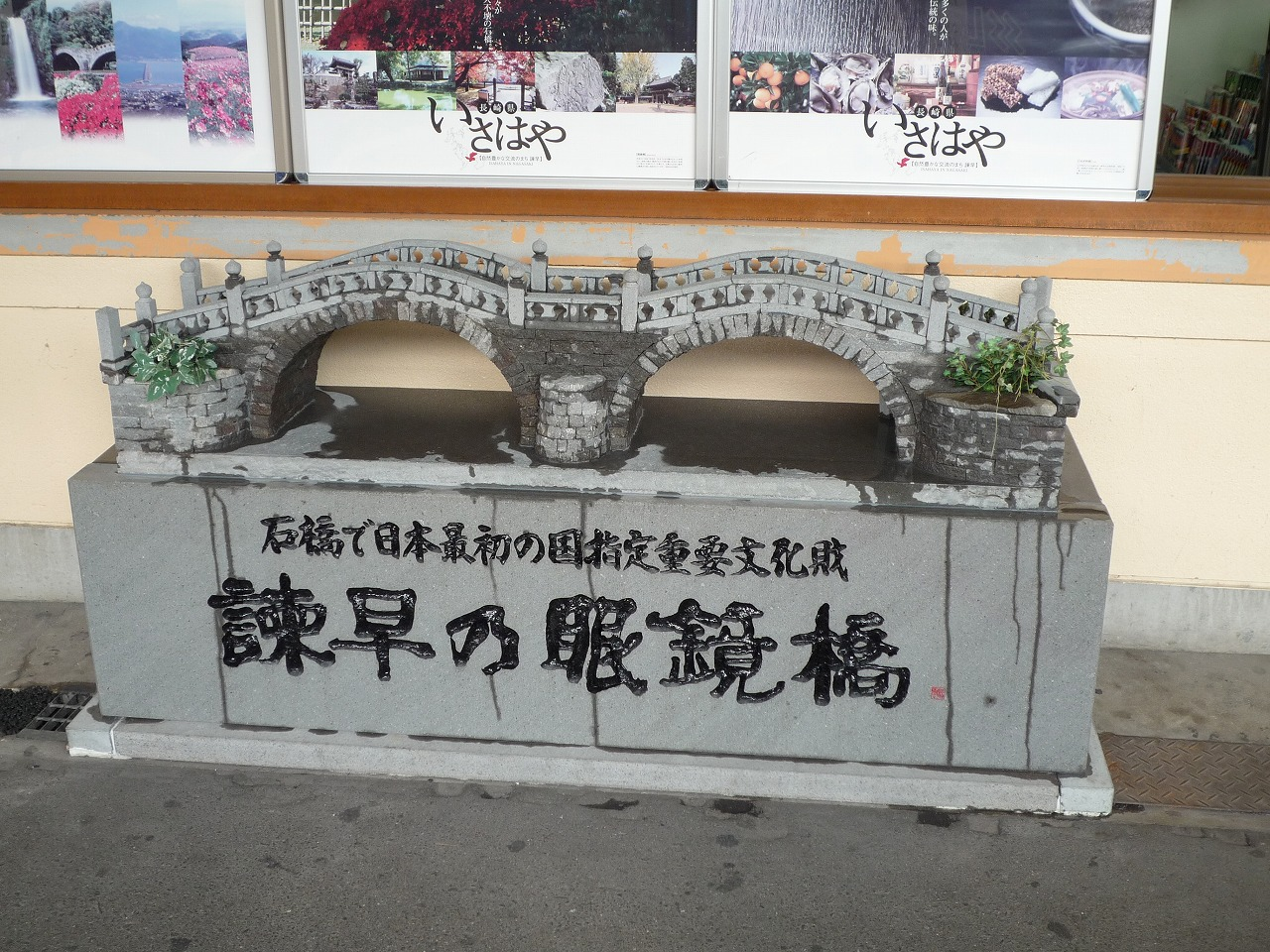
諫早駅にある模型（2009年9月）